# Diocèse de Coatzacoalcos
Le diocèse de Coatzacoalcos (en latin : Dioecesis Coatzacoalsensis ; en espagnol : Diócesis de Coatzacoalcos) est un diocèse de l'Église catholique du Mexique, suffragant de l'archidiocèse de Xalapa.

## Territoire

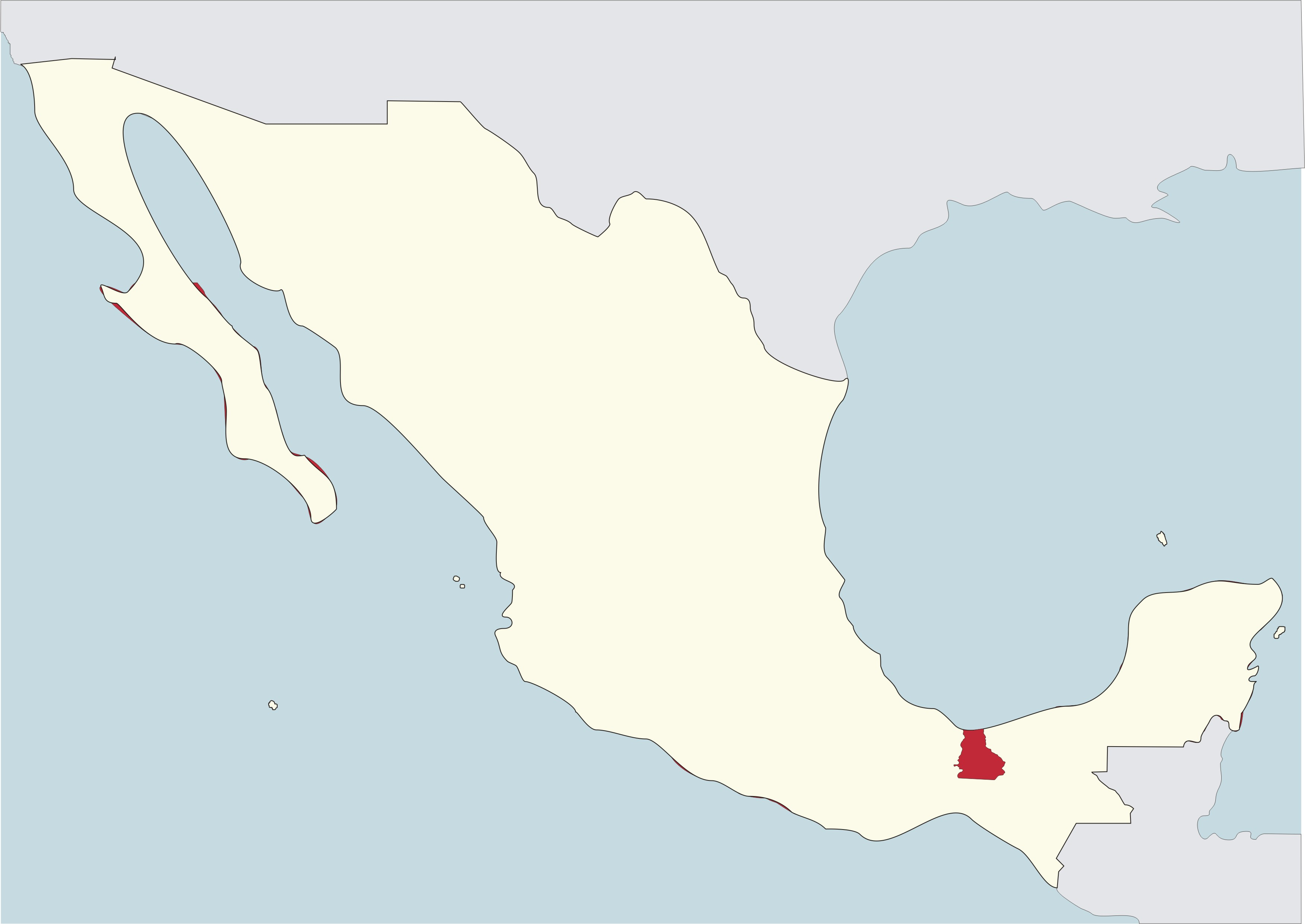
Le diocèse de Coatzacoalcos en rouge sur la carte du Mexique

Il comprend 12 municipalités de l'État de Veracruz ce qui correspond à un territoire d'une superficie de 10 500 km2 divisé en 27 paroisses.
Le siège épiscopal est dans la ville de Coatzacoalcos où se trouve la cathédrale Saint-Joseph.

## Historique
Le diocèse est érigé le 14 mars 1984 par la constitution apostolique Plane conscii du pape Jean-Paul II en prenant une partie du territoire du diocèse de San Andrés Tuxtla. Il est nommé suffragant de l'archidiocèse de Xalapa.
Par la lettre apostolique Notae sunt du 11 juin 1994, le pape Jean-Paul II confirme que saint Joseph est le patron principal du diocèse.

## Évêques
- Carlos Talavera Ramírez (14 mars 1984 - 24 septembre 2002)
- Rutilo Muñoz Zamora, depuis le 24 septembre 2002